# Tangled (serie de televisión)
Rapunzel's Tangled Adventure (titulada en su primera temporada como Tangled: The Series, Enredados: la serie en España y Enredados otra vez: la serie en Hispanoamérica, actualmente Las aventuras enredadas de Rapunzel en Hispanoamérica) es una serie de televisión animada de Estados Unidos estrenada en Disney Channel el 24 de marzo de 2017. Se basa en la película Enredados de Walt Disney Animation Studios, dirigida por Nathan Greno y Byron Howard. Se lleva a cabo entre la película original y el corto "Tangled Ever After". Empieza con la película original de Disney Channel, Tangled: Before Ever After, estrenada el 10 de marzo de 2017.
La serie cuenta con nuevas canciones de Alan Menken, que escribió la partitura y las canciones para la película original, además de la participación de Glenn Slater. Mandy Moore, Zachary Levi, Donna Murphy, M.C. Gainey, Ron Perlman, Jeffrey Tambor, y Paul F. Tompkins interpretan nuevamente sus papeles de la película. El 15 de febrero de 2017, se anunció que la serie había sido renovada por una segunda temporada antes del estreno de la serie. En junio de 2018 la serie fue renovada para una tercera temporada

## Sinopsis
Desde que fue liberada de Gothel y se reunió con sus padres biológicos, el Rey Frederic y la Reina Arianna de Corona, Rapunzel se adapta a su vida como princesa y continúa teniendo diferentes desventuras con su novio Eugene Fitzherbert, Pascal el Camaleón, Maximus el Caballo y su nueva doncella Cassandra, para descubrir el misterio de su nuevo cabello rubio de 70 pies de largo.

## Reparto
- Mandy Moore interpreta a Rapunzel.[5]
- Zachary Levi interpreta a Eugene Fitzherbert/Flynn Rider.[5]
- Eden Espinosa interpreta a Cassandra.[5]
- Julie Bowen interpreta a la Reina Arianna.[5]
- Clancy Brown interpreta al Rey Frederic.[5]
- Jeff Ross interpreta a Hook Foot.[5]
- Richard Kind interpreta al Tío Monty.[5]
- Jeffrey Tambor interpreta a Big Nose.[5] (Narigón en Hispanoamérica y Narizotas en España)
- Paul F. Tompkins interpreta a Shorty.[5]
- M.C. Gainey interpreta al Capitán de los Guardias.[5]
- Sean Hayes interpreta a Pete el Guardia.[5] (Pedro el Guardia en Hispanoamérica)
- Peter MacNicol interpreta a Nigel el Asesor.[5]
- Adewale Akinnuoye-Agbaje interpreta a Xavier el Herrero.[5]
- Diedrich Bader interpreta a Stan el Guardia.[5]
- Charles Halford interpreta a Pub Thug Vladimir.[5]
- Steve Blum interpreta a Pub Thug Attila Buckethead.[5]
- James Monroe Iglehart interpreta a Lance Strongbow.[5]
- Jeremy Jordan interpreta a Varian.[5]
- Jonathan Banks interpreta a Quirin, padre de Varian.[5]
- Donna Murphy interpreta a Madre Gothel.[5]

## Episodios
| Temporada | Temporada | Episodios | Estados Unidos       | Estados Unidos      | Latinoamérica            | Latinoamérica                                                     | España                         | España                         |
| Temporada | Temporada | Episodios | Comienzo             | Final               | Comienzo                 | Final                                                             | Comienzo                       | Final                          |
| --------- | --------- | --------- | -------------------- | ------------------- | ------------------------ | ----------------------------------------------------------------- | ------------------------------ | ------------------------------ |
|           | Película  | Película  | 10 de marzo de 2018  | 10 de marzo de 2018 | 17 de septiembre de 2018 | 17 de septiembre de 2018                                          | 28 de abril de 2018            | 28 de abril de 2018            |
|           | 1         | 21        | 24 de marzo de 2018  | 13 de enero de 2019 | 1 de octubre de 2018     | 1 de abril de 2019 (Netflix) 19 de abril de 2019 (Disney Channel) | 2 de junio de 2018             | 27 de abril de 2019            |
|           | 2         | 21        | 24 de junio de 2019  | 14 de abril de 2020 | 7 de octubre de 2019     | 25 de agosto de 2020                                              | 21 de septiembre de 2019       | 24 de agosto de 2023 (Disney+) |
|           | 3         | 21        | 7 de octubre de 2020 | 1 de marzo de 2021  | 19 de abril de 2021      | 1 de noviembre de 2021                                            | 24 de agosto de 2023 (Disney+) | 24 de agosto de 2023 (Disney+) |

## Doblaje
| Personaje                                                                   | Actor original      | Actor de doblaje (Latinoamérica)          | Actor de doblaje (España)                                                                       | Temporada |
| --------------------------------------------------------------------------- | ------------------- | ----------------------------------------- | ----------------------------------------------------------------------------------------------- | --------- |
| Rapunzel                                                                    | Mandy Moore         | Romina Marroquín Payró                    | Carmen López Pascual                                                                            | 1ª-3ª     |
| Eugene Fitzherbert                                                          | Zachary Levi        | José Gilberto Vilchis                     | Javier Lorca Tony Menguiano (canciones)                                                         | 1ª-3ª     |
| Cassandra                                                                   | Eden Espinosa       | Erika Ugalde                              | Crismar López Sonia Dorado (canciones T1-2) Jana Gómez (canciones "Espero Mi Oportunidad" y T3) | 1ª-3ª     |
| Reina Arianna                                                               | Julie Bowen         | Mariana Robles                            | Olga Cano                                                                                       | 1ª-3ª     |
| Rey Frederic                                                                | Clancy Brown        | Nando Estevané                            | Juan Fernández Mejías                                                                           | 1ª-3ª     |
| Stan, el guardia                                                            | Diedrich Bader      | Francisco Colmenero                       | Antonio Cremades                                                                                | 1ª-3ª     |
| Narizotas (Big Nose)                                                        | Jeffrey Tambor      | Beto Castillo                             | Miguel Ángel Muro                                                                               | 1ª-3ª     |
| Créditos técnicos                                                           |                     |                                           |                                                                                                 |           |
| Estudio de doblaje                                                          | Estudio de doblaje  | Diseño en Audio, Ciudad de México, México | SDI MEDIA, Madrid, Barcelona, Santiago                                                          |           |
| Director de Doblaje                                                         | Director de Doblaje | Francisco Colmenero                       | Antonio Villar                                                                                  |           |
| Traductor                                                                   | Traductor           | Katya Ojeda                               | Lucía Rodríguez                                                                                 |           |
| Adaptador                                                                   |                     | Katya Ojeda                               | Lucía Rodríguez                                                                                 |           |
| Doblaje al español producido por Disney Character Voices International Inc. |                     |                                           |                                                                                                 |           |

## Desarrollo
El 3 de junio de 2015, Disney Channel anunció el desarrollo de la serie.